# Idalus carinosa
Idalus carinosa là một loài bướm đêm thuộc phân họ Arctiinae, họ Erebidae.